# Tveitafossen

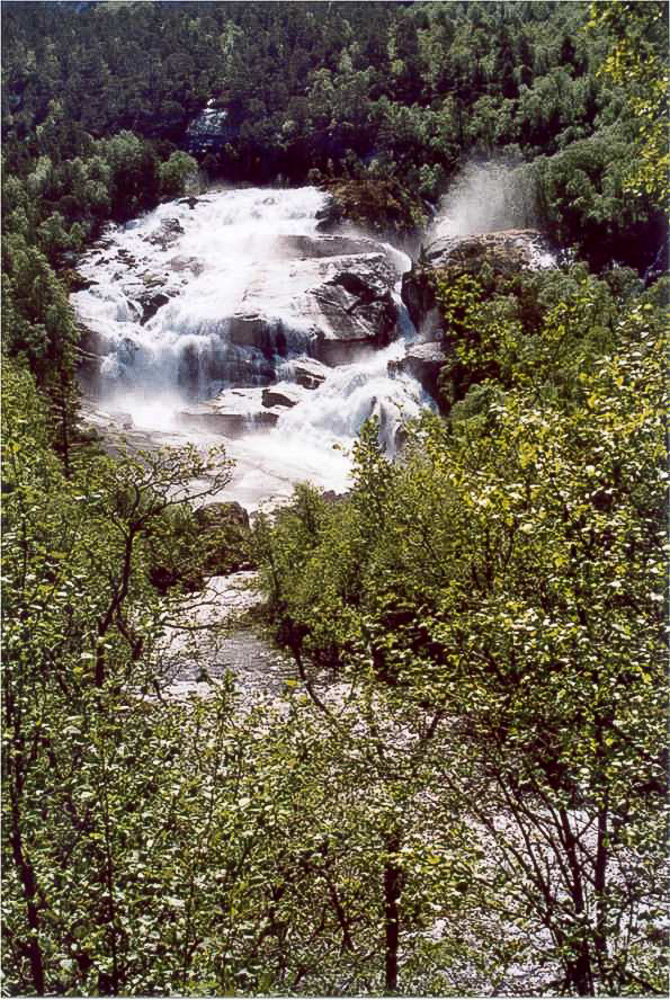
Tveitafossen

De Tveitafossen is de eerste waterval, aan het begin van het dal van de rivier de Kinso die stroomt door de Husedalen en wordt gevoed met smelt- en regenwater van de hoogvlakte Hardangervidda (dit is de grootste hoogvlakte van Noord-Europa op een hoogte van 1200-1400 meter met bergtoppen tot 1900 meter), met een hoogte van 103 meter.
Over een lengte van 4 kilometer treedt er een verval op van ongeveer 800 meter wat resulteert in vier hoge en krachtige watervallen kort op elkaar, waarvan de Tveitafossen de eerste is. De Tveitafossen ia al te zien vanaf de parkeerplaats aan het einde van de weg de Husedalen in. Na een warme periode en in de zomer krijgt de rivier de Kinso veel smeltwater te verwerken krijgen. In deze periode zwelt de Tveitafossen op tot een zeer krachtige waterval.
De tweede waterval is de Nyastølfossen met een hoogte van 115 meter. De derde waterval is de Nykkjesøyfossen met een hoogte van 60 meter. Tot slot de laatste en tevens de grootste, is de Søtefossen met een hoogte van 246 meter aan het eind van het dal.
Vanaf Kinsarvik is de Husedalen bereikbaar via een zeer smalle weg die eindigt bij een parkeerplaats waar het wandelpad naar de Husedalen begint. In de vroege zomer is er nog kans op sneeuw in het hoger gelegen gedeelte van de Husedalen.